# Linia kolejowa Praha-Smíchov – Rudná u Prahy
Linia kolejowa Praha-Smíchov – Hostivice – Rudná u Prahy (Linia kolejowa nr 122 (Czechy)) – jednotorowa, niezelektryfikowana linia kolejowa o znaczeniu regionalnym w Czechach. Łączy stację Praha-Smíchov przez Hostivice ze stacją Rudná u Prahy. Przebiega na terytorium Pragi i kraju środkowoczeskiego.